# Косанте
Косанте, косауте или паралелистичка композиција (шп. cosante, cosaute, canción paralelística) означава песму која се састоји из низа дистиха, а на крају сваког се налази стих који је у функцији рефрена и који уланчава целу песму. Стихови унутар строфе некада имају исти број слогова, некада не, и у зависности од тога могу бити метрички хомогени или хетерогени. Најчешћа тематика је љубавна. Присутна је и рима, али без фиксног распореда.
У највећем броју случајева косанте почиње дистихом чији је други стих рефрен целе песме. У ова два стиха се представља тема која се разрађује у дистисима који следе. Цела песма је повезана јер у сваком дистиху се преузима део из претходног који се даље обрађује. 
Сматра се да ова песма води порекло из галисијско-португалске песничке традиције. Претпоставља се и да је ова композиција усмено извођена, и то на следећи начин: аутор је певао дистихе, а хор или публика му одговарали рефреном. 

## Пример
{{цитат|
-{Al alba venid, buen amigo...
Al alba venid, buen amigo,
al alba venid.

Amigo el que yo más quería,
venid al alba del día.

Amigo el que yo más amaba,
venid a la luz del alba,

Venid a la luz del día,
non trayáis compañía.

Venid a la luz del día,
non traigáis gran compañía.}-| Маркиз од Сантиљане,  Al alba venid}}